# 5518 Mariobotta
5518 Mariobotta (1989 YF) là một tiểu hành tinh vành đai chính được phát hiện ngày 30 tháng 12 năm 1989 bởi J. M. Baur ở Chions.